# 아! 내 고장
《아! 내 고장》은 MBC에서 1985년 8월 18일에 방영된 8.15 특집 드라마로, 광복 40주년 기념 8.15 문제작 시리즈 중 네 번째 마지막 작품이다. 해방 후 공산당에게 밀려 남으로 내려온 실향민들의 아픔을 통해 분단된 조국의 한 단면을 조명해 본 작품이다.

## 등장 인물
- 정욱
- 정진
- 홍성민
- 전양자
- 오승명
- 백인철